# Высоковский сельский совет (Михайловский район)
Высоковский сельский совет (укр. Високівська сільська рада) — входит в состав
Михайловского района
Запорожской области
Украины.
Административный центр сельского совета находится в 
с. Высокое.

## История
- 1924 — дата образования.

## Населённые пункты совета
- с. Высокое
- с. Водное
- с. Ровное
- с. Соловьёвка
- с. Суворое
- с. Тракторное
- с. Трудолюбимовка